# Estación de Almoradí-Dolores
Almoradí-Dolores fue una estación de ferrocarril situada en el término municipal de Almoradí, en la provincia de Alicante. Formaba parte del ramal Albatera-Torrevieja perteneciente a la línea Murcia-Alicante. Desde el 12 de enero de 1970 se encuentra fuera de servicio. En la actualidad no queda ningún resto de la estación.

## Situación ferroviaria
Se encuentra en el pk. 12 del desmantelado ramal de ancho ibérico Albatera-Torrevieja, a 7,55 metros de altitud. Tenía un largo de 467 metros en los que había 4 vías y dos andenes. La estación contaba con edificio de viajeros, retretes, almacén de mercancías y descargadero de mercancías descubierto.

## Historia
Tras muchos planes de construcción, la línea Alicante-Alquerías se inauguró el 11 de mayo de 1884. El ramal dio servicio ferroviario a las ciudades de la comarca de la Vega Baja de Almoradí, Dolores, Benijófar, Rojales y Torrevieja, inicialmente. El 19 de julio de 1911, se abrió al servicio el apeadero de Las Moreras, cuyo nombre proviene de la finca en la que se construyó, aunque la población más cercana era Los Montesinos. La gestión del ferrocarril corrió a cargo de Andaluces hasta que quebrara la empresa y en 1936 el gobierno republicano traspasara la gestión a la Compañía Nacional de los Ferrocarriles del Oeste. Finalmente, con la creación en 1941 de RENFE se volvió a incautar la línea.
La estación de Almoradí-Dolores se construyó en el límite de los términos municipales de ambas poblaciones, acción que no restó la rivalidad entre estas y sirvió como lugar de encuentro para conflictos entre vecinos de los dos pueblos.
El objetivo primigenio de la construcción del ramal fue el transporte de la sal de las Salinas de Torrevieja a Alicante para exportarla a través del puerto. Esto afectó negativamente a la población de la ciudad, que en aquella época se dedicaba casi totalmente al puerto y las salinas. Tras manifestaciones y reivindicaciones, se consiguió que cesara el transporte de la sal.
En 1908, se eliminó el depósito de agua de la estación, uno fue a Torrevieja, el otro a Orihuela y se taparon los fosos.
Con la construcción del puerto de Torrevieja, se precisó de la instalación de dos ramales en la línea, uno para cargar piedras y otro para descargarlas en el puerto. El primer ramal salía de la estación de Albatera hacia unas canteras muy próximas, de ahí se trasportaba el material de obra hasta Torrevieja en cuya estación emanaba el segundo ramal que llegaba hasta el principio del puerto en construcción. Tan pronto se realizaron las obras, se desmantelaron ambos ramales.

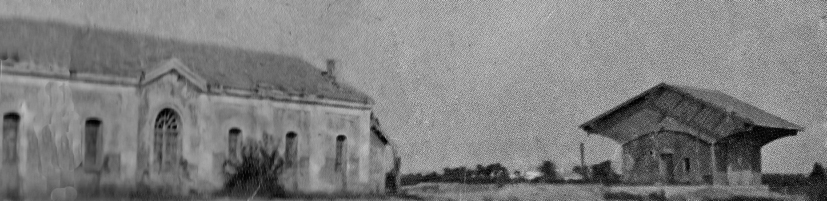
Vista desde la estación desde el patio de carruajes

Con los nuevos avances tecnológicos del siglo XX y la nueva creación de empleo, se pudo construir un ramal desde la estación de Torrevieja hasta la industria salinera con el cometido inicial, extraer la sal a través del ferrocarril. Ello solo se produjo parcialmente, con trenes mercantes que circulaban quincenalmente.
En competencia al ferrocarril fue abriéndose paso el transporte por carretera. Como el servicio ferroviario de viajeros de la línea era deficiente, no se invertía capital, los usuarios se decantaron por el automóvil. En los años sesenta, los cañizos y las malezas imperaban en varias partes de la línea. Tanto fue así que la vía de cargadero de Almoradí-Dolores quedó inservible. Dicha información fue transmitida al factor de circulación en Alquerías-Santomera, pero se desentendió el ramal debido a su poca explotación. Poco a poco se fue invirtiendo menos. En marzo de 1952 la RENFE decidió desmontar la placa giratoria de la vía 3. Las malezas siguieron invadiendo el trazado tanto que se redujo la velocidad máxima a 40km/h.
Debido a la poca explotación del ramal y el mal estado de las vías, el 12 de enero de 1970 se cancela el servicio de viajeros y se cierran las estaciones en todo el recorrido. La estación mantuvo la categoría de cargadero sin personal hasta que el 21 de abril de 1975 se abandonó y se dejó al abandono. Sin embargo, un tren de mercancías seguía circulando cada dos semanas hasta la industria salinera para recoger sal y llevarla hasta Alicante. En consecuencia de las fuertes tormentas y riadas de 1986, la peana de la vía se debilitó y provocó el hundimiento de una traviesa que hizo descarrilar al tren salinero, lo que supuso el cierre final del ramal tras 100 años de existencia. Irónicamente, poco tiempo después del cierre, se celebró el 100 aniversario de la línea Murcia-Alicante. Finalmente en los años 90, el gobierno central procedió al desmantelamiento de las vías promovido por la construcción de la N-332 y, debido al estado ruinoso de las instalaciones, se procedió a la demolición del edificio de viajeros y retretes de la estación.

## Actualidad
Actualmente, existe en la zona un sentimiento reivindicativo de reconstrucción del ramal. Torrevieja es una de las dos ciudades española de más de 100.000 habitantes que no cuenta con servicio ferroviario. A pesar de las insistencias de las poblaciones de la comarca, los gobiernos centrales se suceden haciendo promesas que no se llegan a cumplir. En los últimos años, la construcción del corredor del Mediterráneo y el Tren de la Costa, ha incluido al antiguo ramal en los planes de estudio, pero no se reciben respuestas o son desfavorables.